# Stridsvagn 122
El Stridsvagn 122 (Carro de Combate 122) es el carro de combate principal del Ejército de Suecia. Está basado en el Leopard 2. Incorpora mejoras del Leopard 2A5 alemán, junto con otras características propias, como nuevas tecnologías, sistemas de comando y control mejorados, una nueva computadora balística y nuevos sistemas de control de tiro, así como porta un nuevo módulo de blindaje reforzado y se incrementan sus capacidades de combate para un muy extenso término.

## Descripción
Externamente, este vehículo se puede distinguir del Leopard 2A5 por la incorporación de elementos de origen francés, tales como el sistema de granadas de humo GALIX, y otras diferencias tales como los nuevos depósitos de elementos,y una tapa cubierta para los tripulantes mucho más delgada que en el Leopard 2A5 del cual deriva. La variante Strv 122B, ya se encuentra equipada con un sistema de blindaje modular compuesto del tipo AMAP construido por la firma IBD Deisenroth, que incrementa de manera enorme su grado de cobertura en los 360° de la periferia de protección de su casco frente a ataques de dispositivos EFPs, RPG's y de AEIs. El ancho exacto de 4 metros (13 pies) se ha retenido, mientras que su peso tan sólo se ha incrementado en tan solo 350 kilogramos (772 lb).
En el año 2013, tan sólo habían sido construidos 120 de dicho modelo, los cuales están en servicio activo, y hay aparte otros 160, de versiones previas; que se encuentran en almacenamiento, en acuerdo a ciertos tratados que restringen dichos blindados a la reserva. Las unidades activas se encuentran asignadas a tres regimientos, los cuales son el regimiento "Skaraborgs", el regimiento "Skånska", y el el regimiento "Norrbottens".
Discovery Channel lo ha nombrado como uno de los mejores carros de combate principal del mundo, por encima del norteamericano M1 Abrams en numerosas pruebas.

## Características
El Stridsvagn 122 se diseñó para que pudiese combatir en las condiciones climatológicas suecas, en las que se incluyen grandes áreas boscosas, así como en las zonas urbanas. Aparte de mantener muchas de las características originales del diseño alemán, añade otras características:
- Blindaje reforzado para soportar el embate del más moderno armamento antitanque disponible,
- Un sistema de defensa QBRN para su protección frente a amenazas químicas, biológicas y en entornos radioactivos.
- Capacidad de vadeo sin preparación (1,4 m de profundidad), y con preparación para vadeo (5,5 m) extendidas frente al modelo de base.
- Agilidad en el descubrimiento, identificación y aseguramiento de objetivos enemigos mediante la asistencia de un sistema láser de búsqueda, miras infrarrojas, y un dispositivo que calcula la velocidad/distancia/puntería para máxima efectividad.
- Capacidad para abatir blancos a distancias de hasta 4000 metros, manteniendo una distancia máxima de hasta 8000 metros.
- Puede asegurar varios objetivos con un solo repaso del horizonte del campo de batalla, sin tener que reapuntar sus armas.
- Comunicación de tipo activa, para una mayor cooperación entre las unidades desplegadas.

## Historial operativo
El 24 de septiembre de 2023, durante la Contraofensiva ucraniana de 2023, dos tanques ucranianos Stridsvagn 122 se perdieron en combate. Aunque, uno de ellos pudo ser recuperado poco después, reparado y posteriormente inspeccionado por el presidente ucraniano Volodímir Zelenski, antes de ser nuevamente enviado al frente.
El 30 de octubre de 2023, un vídeo muestra que un tanque Stridsvagn 122 fue alcanzado y destruido por un misil antitanque Kornet. La ojiva de 4.5 kilos de este tipo de misil puede atravesar más de 1200 mm de blindaje, e incluso un Stridsvagn, uno de los tanques mejor protegidos de la OTAN, no puede sobrevivir después de ser alcanzado por uno de estos misiles.

## Tabla comparativa con otros carros de combate principales
La siguiente tabla comparativa muestra que el Strv 122 es más largo, no tan costoso como lo son sus contrapartes japonesas y surcoreanas, y que no está tan pesadamente blindado como el M1A2 estadounidense ni el Merkava Mk. 4 israelí, y que supuestamente dispone de una poca cantidad de proyectiles para sus ametralladoras comparado con el resto de los tanques listados, aparte de carecer de características de armamento adicional. Empero, esta afirmación requiere de citas válidas en la prensa especializada, así como el tema de su propulsión, que es peor en prestaciones por el peso añadido; por lo que dispone de una velocidad tope un poco menor que sus similares, siendo más veloces sus contrapartes serbia, croata y rusa, y una de las más densas (pero más pesadas) corazas de acuerdo a numerosas pruebas a las que ha sido sometido.[cita requerida]
También sus características estadísticas como su puntería, sistemas de comunicación, y sus estimativos sobre su comportamiento en un campo de batalla y su efectividad operativa, le hacen destacar en uno de los lugares más altos junto a otras de sus contrapartes. Se cree incluso muy resistente a entornos climáticos desfavorables, siendo específicamente construido para enfrentarse al duro clima de la Europa escandinava y le permite poder enfrentarse a donde y quien sea en el caluroso desierto o hasta en el frío ártico.
|                                             | Strv 122                                                                       | Leopard 2A5                                                              | Leopardo 2E                                                                | M1A2 | AMX-56                                                                     | Merkava Mk. IV                                                                                               | K2 Black Panther                             | Tipo 90                                                               | Tipo 10                                                               | T-90                                                                     | M-84AS (M-2001)                                                                       | P'ookpong Ho                                                                                                  | M-95 "Degman" |
| ------------------------------------------- | ------------------------------------------------------------------------------ | ------------------------------------------------------------------------ | -------------------------------------------------------------------------- | --- | -------------------------------------------------------------------------- | --- | -------------------------------------------- | --------------------------------------------------------------------- | --------------------------------------------------------------------- | ------------------------------------------------------------------------ | ------------------------------------------------------------------------------------- | --- | --- |
| Costo por unidad                            | 5,74 millones de US$                                                           | 6,21 millones de US$                                                     | 4,24 millones de US$                                                       | 5,74 millones de US$                                                                                                 | 6 millones de €                                                            | 6 millones de €                                                                                              | 6,4 millones de US$                          | 7,4 millones de US$                                                   | 8 millones de €                                                       | 2,23 millones de US$ (en enero de 2007)                                  |                                                                                       | 1,76 millones de €                                                                                            | 2,5 millones de US$ |
| Peso                                        | 59 850 kilogramos (131 947 lb)                                                 | 62 100 kilogramos (136 907 lb)                                           | 62 500 kilogramos (137 789 lb) (en orden de batalla)                       | 69 000 kilogramos (152 119 lb) (M1A2, M1A2-SEP)                                                                      | 54 500 kilogramos (120 152 lb)                                             | 65 000 kilogramos (143 301 lb)                                                                               | 55 000 kilogramos (121 254 lb)               | 50 200 kilogramos (110 672 lb)                                        | 44 000 kilogramos (97 003 lb)                                         | 46 500 kilogramos (102 515 lb)                                           | 46 700 kilogramos (102 956 lb)                                                        | 45 000 kilogramos (99 208 lb)                                                                                 | 44 500 kilogramos (98 106 lb) (sin blindaje reactivo) 48 500 kilogramos (106 924 lb) (con blindaje reactivo)                          |
| Longitud                                    | 9,97 metros (33 pies)                                                          | 9,97 metros (33 pies)                                                    | 9,97 metros (33 pies)                                                      | 7,78 metros (26 pies) 9,78 metros (32 pies) (con el cañón L55, más largo)                                            | 6,88 metros (23 pies)                                                      | 9,04 metros (30 pies)                                                                                        | 10,8 metros (35 pies)                        | 9,755 metros (32 pies)                                                | 9,42 metros (31 pies)                                                 | 9,53 metros (31 pies)                                                    | 9,53 metros (31 pies)                                                                 | 9,68 metros (32 pies)                                                                                         | 10,1 metros (33 pies) |
| Ancho                                       | 4 metros (13 pies)                                                             | 3,7 metros (12 pies)                                                     | 3,74 metros (12 pies)                                                      | 3,66 metros (12 pies) (con faldones) 3,47 metros (11 pies) (sin faldones)                                            | 3,71 metros (12 pies)                                                      | 3,72 metros (12 pies) (sin faldones)                                                                         | 3,6 metros (12 pies)                         | 3,33 metros (11 pies)                                                 | 3,24 metros (11 pies)                                                 | 3,78 metros (12 pies)                                                    | 3,73 metros (12 pies)                                                                 | 4,75 metros (16 pies)                                                                                         | 3,6 metros (12 pies) |
| Altura                                      | 3,12 metros (10 pies)                                                          | 2,4 metros (8 pies)                                                      | 2,734 metros (9 pies)                                                      | 2,44 metros (8 pies)                                                                                                 | 2,53 metros (8 pies)                                                       | 2,66 metros (9 pies)                                                                                         | 2,4 metros (8 pies)                          | 2,33 metros (8 pies)                                                  | 2,3 metros (8 pies)                                                   | 2,22 metros (7 pies)                                                     | 2,23 metros (7 pies)                                                                  | 2,2 metros (7 pies) a 2,37 metros (8 pies)                                                                    | 2,27 metros (7 pies) |
| Tripulantes                                 | 4                                                                              | 4                                                                        | 4                                                                          | 4 | 3                                                                          | 3 4 (Versiones Doordalet y Mk. 4 BAAZ con 3)                                                                 | 3                                            | 3                                                                     | 3                                                                     | 3                                                                        | 3                                                                                     | 4 | 3 |
| Blindaje                                    | Compuesto de 3.ª generación reactivo (pack Leopard 2A7) Sistema contramedidas  | Compuesto de 3.ª generación reactivo (pack Leopard 2A7)                  | Compuesto de 3.ª generación                                                | Compuesto de 3.ª generación Planchas añadidas de Uranio depletado entrelazado en una malla de acero de alta densidad | Compuesto reactivo Sistema contrameididas ARENA                            | Compuesto reactivo Placas añadidas de aleación Acero/Titanio sistema de protección activo Trophy             | Compuesto de 600 mm de acero, titanio y NERA | Compuesto Sistema contrameididas                                      | Compuesto reactivo Sistema contrameididas                             | Compuesto reactivo Kontakt-5 Sistema contramedidas ARENA                 | Compuesto reactivo Kontakt-5 Sistema contramedidas similar al modelo ruso ARENA       | Compuesto reactivo n/d                                                                                        | Compuesto reactivo |
| Armamento principal                         | Cañón L44, de calibre 120 mm                                                   | Cañón L44, de calibre 120 mm                                             | Cañón L55, de calibre 120 mm                                               | Cañón M256, de calibre 120 mm                                                                                        | Cañón GIAT CN120-26/52 de calibre 120 mm                                   | Cañón MG251, de calibre 120 mm                                                                               | Cañón KM256, de calibre 120 mm               | Cañón Sumitomo M256, de calibre 120 mm                                | Cañón Mitsubishi M256, de calibre 120 mm                              | 1x 2A46M 125 mm, de ánima lisa                                           | 1x 2A46M 125 mm, de ánima lisa                                                        | 1x 2A46M 125 mm, de ánima lisa                                                                                | Cañón ultracompacto RUAG L52 de calibre 120 mm 1x 2A46M 125 mm, de ánima lisa                                                         |
| Munición del cañón                          | 42 proyectiles                                                                 | 42 proyectiles                                                           | 42 proyectiles                                                             | 42 proyectiles | 42 proyectiles (22 en el autocargador)                                     | 40 proyectiles                                                                                               | 48 proyectiles                               | 40 proyectiles                                                        | 45 proyectiles                                                        | 43 proyectiles                                                           | 42 proyectiles (22 en el autocargador)                                                | 44 proyectiles                                                                                                | 42 proyectiles |
| Armamento secundario                        | 1 ametralladora M2HB, calibre 12,7 mm 2 ametralladoras Ksp 58, calibre 7,62 mm | 2 ametralladoras MG3 calibre 7,62 mm                                     | 1 ametralladora M2HB, calibre 12,7 mm 2 ametralladoras MG3 calibre 7,62 mm | 1 ametralladora M2HB, calibre 12,7 mm 2 ametralladoras calibre 7,62 mm                                               | 2 ametralladoras FN MAG, calibre 7,62 mm                                   | 1 ametralladora M2HB, calibre 12,7 mm 2 ametralladoras FN MAG calibre 7,62 mm Mortero calibre 60 mm. interno | 1 ametralladora M2HB, calibre 12,7 mm        | 1 ametralladora M2HB, calibre 12,7 mm 1 ametralladora calibre 7,62 mm | 1 ametralladora M2HB, calibre 12,7 mm 1 ametralladora calibre 7,62 mm | 1 ametralladora M2HB, calibre 12,7 mm 1 ametralladora calibre 7,62 mm    | 1 ametralladora pesada Kord, calibre 12,7 mm 1 ametralladora Pecheneg calibre 7,62 mm | 1 ametralladora KPVT, calibre 14.5 mm 1 ametralladora PKT calibre 7,62 mm                                     | 1 ametralladora NSVT, calibre 12,7 mm 1 ametralladora PKT calibre 7,62 mm                                                             |
| Munición para el armamento secundario       | 4750 proyectiles                                                               | 900 proyectiles (arma antiaérea) 8800 proyectiles (arma anti-infantería) | 7000 proyectiles                                                           | 4750 proyectiles | 1000 proyectiles (arma antiaérea) 12400 proyectiles (arma anti-infantería) | 4100 proyectiles (arma antiaérea) 10000 proyectiles (arma anti-infantería)                                   |                                              |                                                                       |                                                                       | 300 proyectiles (arma antiaérea) 2000 proyectiles (arma anti-infantería) | 300 proyectiles (arma antiaérea) 2000 proyectiles (arma anti-infantería)              | 6 a 14 proyectiles (misil anticarro) 300 proyectiles (arma antiaérea) 2000 proyectiles (arma anti-infantería) | 360 proyectiles (arma antiaérea) 2000 proyectiles (arma anti-infantería)                                                              |
| Potencia de la motorización                 | 1500 caballos (1119 kW)                                                        | 1500 caballos (1119 kW)                                                  | 1500 caballos (1119 kW)                                                    | 1500 caballos (1119 kW)                                                                                              | 1500 caballos (1119 kW)                                                    | 1500 caballos (1119 kW)                                                                                      | 1500 caballos (1119 kW)                      | 1500 caballos de vapor (1103 kW)                                      | 1200 caballos (895 kW)                                                | 1000 caballos (746 kW)                                                   | 1000 caballos (746 kW)                                                                | 1200 caballos (895 kW)                                                                                        | 1500 caballos (1119 kW) |
| Relación potencia/peso                      | 23,86 caballos (18 kW)                                                         | 24,5 caballos (18 kW)                                                    | 26,3 caballos (20 kW)                                                      | 23,86 caballos (18 kW)                                                                                               | 27,2 caballos (20 kW)                                                      | 23 caballos (17 kW)                                                                                          | 27,3 caballos (20 kW)                        | 29,9 caballos (22 kW)                                                 | 27 caballos (20 kW)                                                   | 25,2 caballos (19 kW)                                                    | 24,7 caballos (18 kW) a 25,2 caballos (19 kW)                                         | 28,2 caballos (21 kW) a 32,5 caballos (24 kW)                                                                 | 24,7 caballos (18 kW) a 25,2 caballos (19 kW) (con motor SZ-2000) 27 caballos (20 kW) a 29,1 caballos (22 kW) (con otra motorización) |
| Suspensión                                  | Suspensión de barras de torsión                                                | Suspensión de barras de torsión                                          | Suspensión de barras de torsión                                            | Suspensión de barras de torsión                                                                                      | Suspensión hidroneumática                                                  | Suspensión de barras de torsión                                                                              | Suspensión de barras de torsión              | Suspensión de barras de torsión                                       | Suspensión hidroneumática                                             | Suspensión de barras de torsión                                          | Suspensión de barras de torsión                                                       | Suspensión de barras de torsión                                                                               | Suspensión de barras de torsión |
| Capacidad de combustible (en sus depósitos) | 1200 litros                                                                    | 1900 litros                                                              | 1200 litros                                                                | | 1300 litros                                                                | 1400 litros                                                                                                  |                                              | 1100 litros                                                           | 1100 litros                                                           |                                                                          | 1250 litros                                                                           | | 1450 litros |
| Alcance máximo                              | 550 kilómetros (342 mi)                                                        | 391 kilómetros (243 mi)                                                  | 700 kilómetros (435 mi)                                                    | 550 kilómetros (342 mi)                                                                                              | 550 kilómetros (342 mi)                                                    | 500 kilómetros (311 mi)                                                                                      | 450 kilómetros (280 mi)                      | 350 kilómetros (217 mi)                                               | 440 kilómetros (273 mi)                                               | 550 kilómetros (342 mi) (650 kilómetros (404 mi) con tanques externos)   | 350 kilómetros (217 mi) a 500 kilómetros (311 mi)                                     | 350 kilómetros (217 mi) a 500 kilómetros (311 mi)                                                             | 350 kilómetros (217 mi) a 500 kilómetros (311 mi)                                                                                     |
| Velocidad máxima                            | 72 kilómetros (45 mi)/h                                                        | 67 kilómetros (42 mi)/h                                                  | 65 kilómetros (40 mi)/h                                                    | 72 kilómetros (45 mi)/h                                                                                              | 71 kilómetros (44 mi)/h                                                    | 71 kilómetros (44 mi)/h                                                                                      | 70 kilómetros (43 mi)/h                      | 70 kilómetros (43 mi)/h                                               | 70 kilómetros (43 mi)/h                                               | 65 kilómetros (40 mi)/h                                                  | 72 kilómetros (45 mi)/h                                                               | 80 kilómetros (50 mi)/h                                                                                       | 72 kilómetros (45 mi)/h |

## Usuarios
- Suecia - 120 Unidades[13] el 21 de septiembre de 2023 Suecia donó a Ucrania diez unidades, quedándole 110

- Ucrania - 10 unidades[14]

### Desarrollos relacionados
- Leopard 2
- / Leopard 2E
- / Leopard 2PL

### Vehículos similares
- Leopard 2A7+
- Tipo 98G
  Tipo 99 A2
- AMX-56 Leclerc
- M1 Abrams A2
- P'ookpong Ho (M-2002)
- K2 Black Panther
- C1 Ariete
- Arjun
 / T-90 "Bhishma"
- Zulfiqar 3
- Merkava IV
- Tipo 90
Tipo 10
- /// Al-Hussein
- /  Al-Khalid
/  Al-Zarrar
- PT-91Z
- Challenger 2 LIP
- T-80UM2
  T-90AM
- M-84AS (M-2001)
- M-95 Degman
- MİTÜP Altay
- T-84 Oplot-M

### Listas relacionadas
- Anexo:Carros de combate principales por generación